# 40-й избирательный округ (Кутна-Гора)
40-й избирательный округ (Кутна-Гора) — избирательный округ Сената Чехии, расположенный на территории района Кутна-Гора, западной частью района Гавличкув-Брод ограниченной населёнными пунктами Гералец, Борек, Угельна Пршибрам, Нова Вес у Хотеборже, Нейепин, Йилем, Седлетин, Олешна, Радостин, Веселы Ждяр, Окроуглице, Красна Гора, Кветинов, Михаловице, Липа и Славнич, южной и восточной частью района Бенешов ограниченной населёнными пунктами Камберк, Лоунёвице над Бланикем, Велиш, Влашим, Радошовице, Билковице, Словенице, Либеж, Вшехлапы, Псарже, Тихонице и Сазава.
В настоящий момент округ представляет Богуслав Прохазка, член партии KDU-ČSL, избранный на выборах в 2022 году.

## Список представителей округа
| Выборы | Выборы | Сенатор  | Сенатор           | Избирательная партия | Номинирующая партия | Политическая принадлежность | Сайт    |
| ------ | ------ | -------- | ----------------- | -------------------- | ------------------- | --------------------------- | ------- |
|        | 1996   |          | Карел Флосс       | ČSSD                 | ČSSD                | ČSSD                        | Профиль |
| 1998   |        | Ян Фенцл | Профиль           | ČSSD                 | ČSSD                | ČSSD                        |         |
|        | 2004   |          | Бедржих Молдан    | ODS                  | ODS                 | ODS                         | Профиль |
|        | 2010   |          | Яромир Стрнад     | ČSSD                 | ČSSD                | ČSSD                        | Профиль |
| 2016   |        |          | Яромир Стрнад     | ČSSD                 | ČSSD                | ČSSD                        | Профиль |
|        | 2022   |          | Богуслав Прохазка | KDU-ČSL              | KDU-ČSL             | KDU-ČSL                     | Профиль |

## Явка избирателей
|  | Наибольшая явка избирателей |  | Наименьшая явка избирателей |

| Год  | % (1 тур) | % (2 тур) |
| ---- | --------- | --------- |
| 1996 | 35,20     | 33,55     |
| 1998 | 47,25     | 18,59     |
| 2004 | 28,04     | 17,77     |
| 2010 | 46,58     | 24,02     |
| 2016 | 30,81     | 13,38     |
| 2022 | 44,04     | 18,69     |